# Xenia Prinzessin von Sachsen
Xenia Florence Gabriela Sophie Iris Prinzessin von Sachsen Herzogin zu Sachsen (* 20. August 1986 in Düsseldorf) ist eine deutsche Sängerin, Schriftstellerin und Kolumnistin. Seit 2025 ist sie Sängerin der Eurodance-Formation Sqeezer.

## Leben
Xenia von Sachsen ist die Tochter des Landwirts Theo Clevan und der Friseurin und Kosmetikerin Iris Prinzessin von Sachsen Herzogin zu Sachsen (* 1955). Mit zehn Jahren wurde bei ihr ein Knochentumor am Schädel diagnostiziert, der erst sechs Jahre später entfernt werden konnte.
2004 gründete sie ihre erste Popband namens Expensive Surprise, mit der sie mehrfach in der Sendung Popstars des Privatsenders ProSieben auftrat. Im Jahr 2005 nahm sie an der Realityshow Die Burg teil, aus welcher sie, nach Christian Anders, als Zweite hervorging. 2007 wurden mehrere ihrer kolumnistischen Beiträge in der Mallorca Zeitung veröffentlicht. Für die taff-Serie Projekt Paradies war sie 2010 mit Michaela Schaffrath, Peer Kusmagk und der ProSieben-Moderatorin Funda Vanroy zum Heilfasten auf der Insel St. Lucia. Im britischen Fernsehen wurde Xenia von Sachsen im selben Jahr mit der Serie Undercover Princesses des Senders BBC Three bekannt.
In ihrer 2011 erschienenen Autobiografie Xenia – Aus dem Leben einer Prinzessin im 21. Jahrhundert  spricht Xenia Prinzessin von Sachsen über ihren Missbrauch und ihre Krankheit und wettert gegen den geltungssüchtigen angeheirateten und adoptierten Adel. Anlässlich des Erscheinens ihrer Biografie äußerte der Chef des Hauses Wettin, Maria Emanuel Markgraf von Meißen, in einem Bild-Interview: „Sie ist ein Nichts, kann keine Biografie haben. Dieses Ding ist eine schlimme Entgleisung, ein Malheur für unser weit über 1000 Jahre altes Haus Wettin!“
Am Wiener Opernball 2013 war sie die als „Sisi“ auftretende Begleiterin des sich dort inszenierenden Modeschöpfers Harald Glööckler.
2016 nahm Xenia mit ihrem damaligen Lebensgefährten Rajab Hassan an der RTL-Sendung Das Sommerhaus der Stars – Kampf der Promipaare teil. Sie belegten den 1. Platz. und gewannen zusätzlich zur Gage (laut BILD 30.000 €) ca. 50.000 Euro sowie den Titel „Promipaar 2016“. Im November 2016 nahm Xenia an der ProSieben-Tanzshow Deutschland tanzt als Vertreterin Sachsens teil.
2020 veröffentlichte sie mit einer japanischen Cover-Version des Helene-Fischer-Hits Atemlos durch die Nacht ihre erste Single. Zudem nahm sie mit der Ex-Deutschland sucht den Superstar-Kandidatin Melody Haase als Freundschaftspaar an der Reality-Show CoupleChallenge – Das stärkste Team gewinnt teil, wo beide im Finale den Sieg sowie 65.000 € für sich gewinnen konnten. Im Januar 2021 nahm sie an der Spezialstaffel Die große Dschungelshow von Ich bin ein Star – Holt mich hier raus! teil. 2022 gewann sie mit Melody Haase als Team das Dating-Format Swipe, Match, Love? – Realitystars im Datingfieber. 2024 trat sie von Ana Dias fotografiert als Nacktmodel im Playboy auf. Im Februar 2025 wurde ihre Teilnahme an Promi First Dates ausgestrahlt. Zur selben Zeit erfolgte die Ankündigung des Comebacks der deutschen Band Sqeezer mit Xenia von Sachsen als Sängerin der Eurodance-Formation.

## Familie
Xenia entstammt dem Haus Wettin. Ihre Mutter Iris ist die Tochter von Timo Prinz von Sachsen Herzog zu Sachsen (1923–1982) und Margrit Lucas (1932–1957). Als Enkelin von Timo Prinz von Sachsen und Urenkelin von Ernst Heinrich von Sachsen ist Xenia eine Ururenkelin des letzten Königs von Sachsen, Friedrich August III.

Xenia hat eine Schwester, Xandra (* 1990). 2015 wurden Xenia und ihr damaliger Lebensgefährte Rajab Hassan Eltern eines Sohnes.

## Fernsehauftritte
- 2004: Popstars (ProSieben)
- 2005: Die Burg (ProSieben)
- 2010: taff-Wochenserie Projekt Paradies (ProSieben)
- 2010: Undercover Princesses (BBC Three)
- 2016: Das Sommerhaus der Stars – Kampf der Promipaare (RTL)
- 2016: Deutschland tanzt (ProSieben)
- 2020: CoupleChallenge – Das stärkste Team gewinnt (RTL+)
- 2021: Ich bin ein Star – Die große Dschungelshow (RTL)
- 2021: Kampf der Realitystars – Schiffbruch am Traumstrand (RTL II)
- 2022–24: Ich bin ein Star – Die Stunde danach (RTL)
- 2022: Hot oder Schrott – Die Allestester, Promi-Spezial-Ausgaben (VOX)
- 2022: Swipe, Match, Love? – Realitystars im Datingfieber (RTL+)
- 2023: B:Real – echte Promis, echtes Leben (RTL II)
- 2025: Promi First Dates (VOX)
- 2025: ZDF-Fernsehgarten (ZDF)[27]

## Veröffentlichungen
- Xenia: aus dem Leben einer Prinzessin im 21. Jahrhundert. Schwarzkopf & Schwarzkopf Verlag, Berlin 2011, ISBN 978-3-86265-040-8.